# Раджа Ганеша
Раджа Ганеша (? — 1418) — индуистский правитель Бенгалии (1414—1415, 1416—1518). Раджа Ганежа воспользовался слабостью династии Ильяс-шахов и захватил власть в Бенгалии. Современные ему средневековые историки рассматривали его как узурпатора. Династия Ганеша, основанная им, правила Бенгалией в 1414—1536 годах. Его имя упоминается в монетах его сына, султана Джалал-ад-Дина Мухаммад-шаха как Sho Ho или Sha he . Индо-персидские историки упоминали его имя как Раджа Хо или Хе. Многие современные ученые отождествляли его с богами, но это отождествление не является общепринятым.

## Ранняя жизнь
Согласно Riaz-us-Salatin (хроника, написанная в 1799 году), Раджа Ганеша был землевладельцем Бхатурии, а согласно Фрэнсису Бьюкенену Гамильтону он был хакимом (губернатором) Динаджпура в Северной Бенгалии. В одном из современных ему писем он был описан как член семьи землевладельцев, которой насчитывается четыреста лет. Позднее он стал офицером правителей династии Ильяс-шахов в Пандуе. Согласно очень позднему источнику, Riaz-us-Salatin, Раджа Ганеша убил султана Гийас-ад-Дина Азам-шаха (правил 1390—1410 гг.), но более ранние историки, такие как Феришта и Низам-уд-Дин Ахмад, не упоминают об этом событии и, вероятно, он умер естественной смертью. Гийас-ад-Дину Азам-шаху наследовал его сын Сайф-ад-Дин Хамза-шах (правил в 1410—1412 гг.), а за ним правил его сын Шихаб-ад-Дин Баязид-шах (правил в 1413—1414 гг.). Феришта говорил, что он стал очень могущественным во время правления Шихаб-ад-Дина Баязид-шаха. В то время как более ранние историки, такие как Феришта и Низам-уд-Дин, говорят, что Ганеша взошел на трон после смерти Шихаб-ад-Дина, но снова Riaz-us-Salatin сообщал, что он убил Шихаб-ад-Дина и захватил султанский трон. Шихаб-ад-Дину наследовал его сын Ала-ад-Дин Фируз-шах (правил в 1414—1415 гг.), но вскоре он был свергнут Раджой Ганешей.

## Правление
Согласно Фериште, правление Раджи Ганеши было отмечено его примирительной политикой по отношению к мусульманам в Пандуе. Он упомянул, что, хотя Раджа Ганеша не был мусульманином, он свободно общался с ними и имел к ним такую большую любовь, что некоторые мусульмане, свидетельствуя о его вере в ислам, хотели похоронить его по исламскому обычаю. Но, по словам Riaz-us-Salatin, вскоре после того, как он захватил власть в Пандуе, он угнетал мусульман Бенгалии и убил многих из них. После этого мусульманин тариката Чиштия Шейх Нур Кутб-уль-Алам написал письмо джаунпурскому султану Ибрагиму-шаху Шарки, призывая его вторгнуться в Бенгалию и свергнуть Раджу Ганешу. Комментарий к этому письму содержится в письме, написанном хазратом Ашрафом Джахангиром Симнани, суфийским шейхом из Джаунпура. Согласно преданию, записанному муллой Такьей, придворным могольских императоров Акбара и Джахангира, Ибрагим-шах Шарки, выступив против Раджи Ганеши, противостоял Сивасимхе, правителю династии Оинивар в Митхиле. Мулла Такья называет дату этого события 805 годом хиджры (1402—1403), что, конечно, неверно, но в его утверждении о союзе Сивасимхи с Раджой Ганешей может быть доля истины.
Согласно повествованию, приведенному в ненадежном Riaz-us-Salatin, когда Ибрагим-шах достиг Бенгалии со своей армией, Ганеша попросил у шейха Нур Кутб-уль-Алама прощения и защиты. Но многие независимые источники подтверждают, что султан Джаунпура Ибрагим-шах Шарки был побежден Раджой Ганешем, такие как китайские мемуары того времени, хроники Аракана и Бирмы, а также посол тимуридского правителя Афганистана.
Более ранние рассказы о вторжении Ибрагим-шаха Шарки отличаются от рассказа, приведенного в Riaz-us-Salatin. Китайский источник упоминал, что королевство, расположенное к западу от Бенгалии, действительно вторглось во владения Раджи Ганеша, но было вторжение было остановлено золотом и деньгами. Абд ар-Раззак Самарканди в своем труде «Матла-и Седайн ва маджма и бахрайн» упоминает, что в 1442 году дипломат, служивший Шахруху, тимуридскому правителю Герата (правившему в 1405—1447 гг.), писал, что его господин вмешался в войну Джаунпура и Бенгалии по просьбе бенгальского султана, потребовав от султана Джаунпура воздержаться от нападения на султана Бенгалии или взять на себя ответственность за последствия. Джаунпурский султан отказался от нападения на Бенгальский султанат. Современная араканская традиция гласит, что армия Раджи Ганеши, которая в то время твердо контролировала Пандуа, победила Ибрагим-шаха Шарки в бою. Согласно этой традиции, один из правителей Аракана, получивший убежище в Пандуе после поражения от бирманского монарха в 1406 году, дал Раджу Ганеше военный совет, который позволил его армии победить Ибрагим-шаха Шарки.

## Отождествление с Дануджамарданадевой

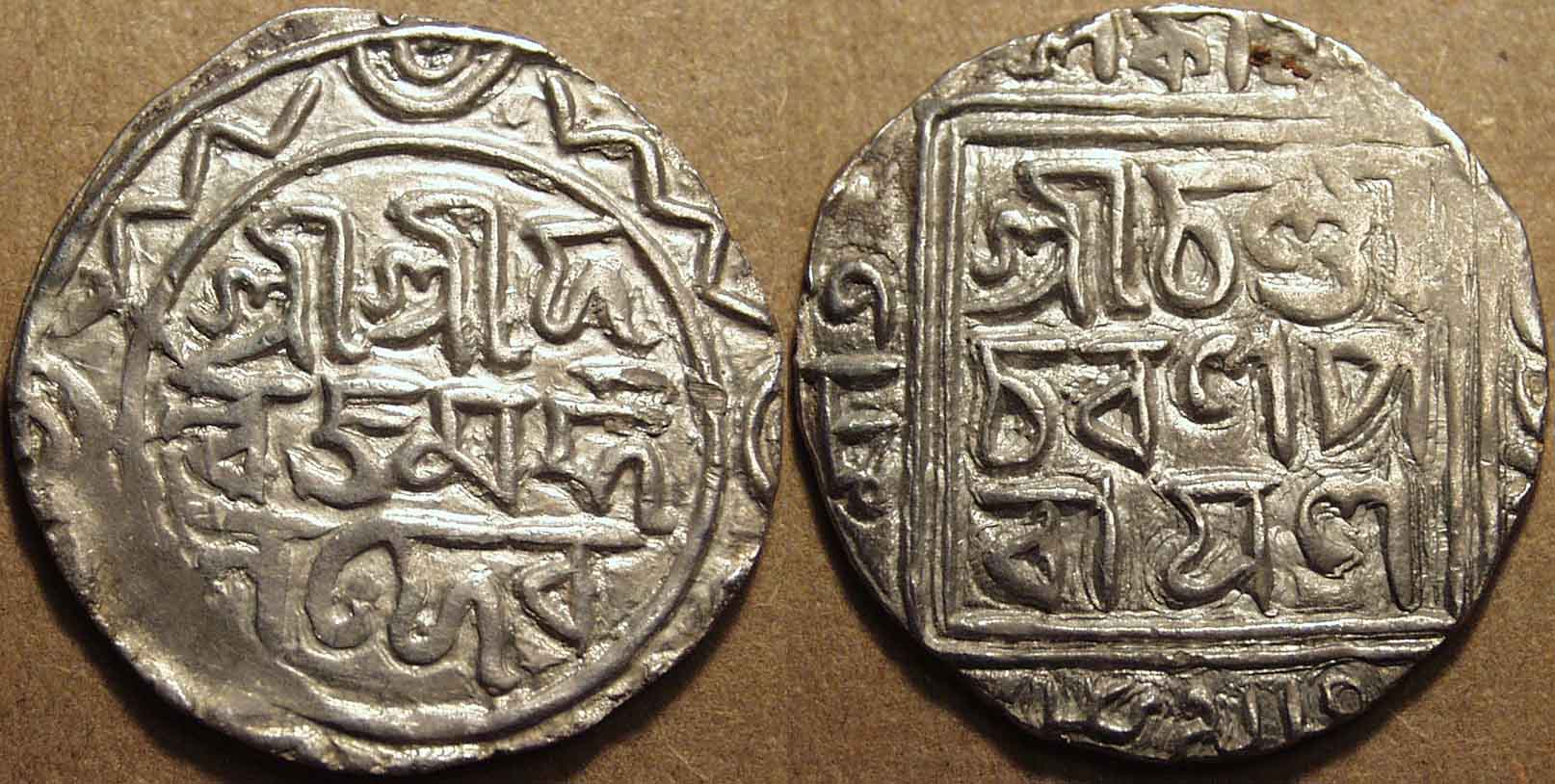
Серебряная танка Дануджамардданы из Читтагонга, 1417 год.

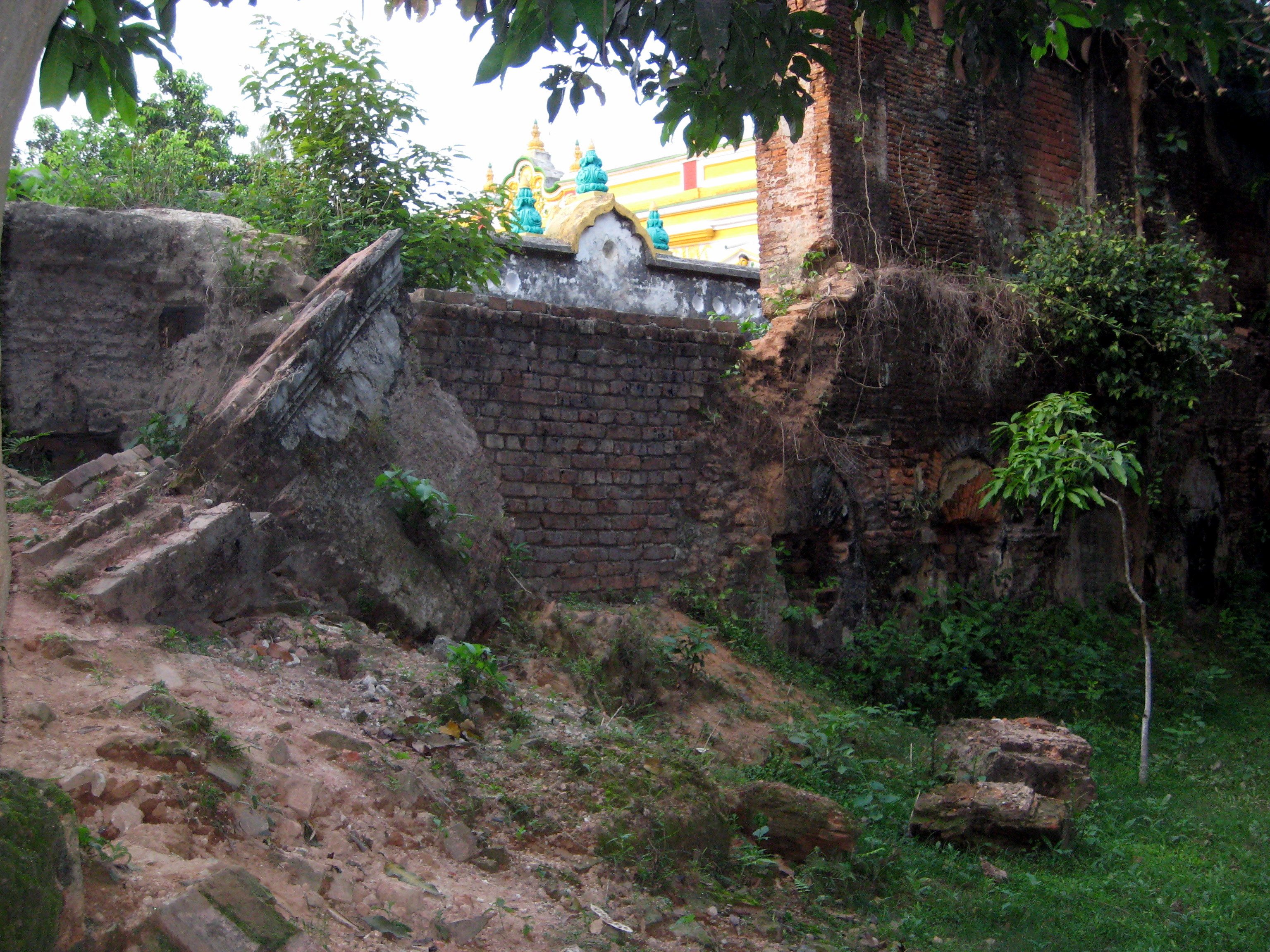
Храм Кришны, установленный Ганешей в его дворце, как видно с внешней дороги.

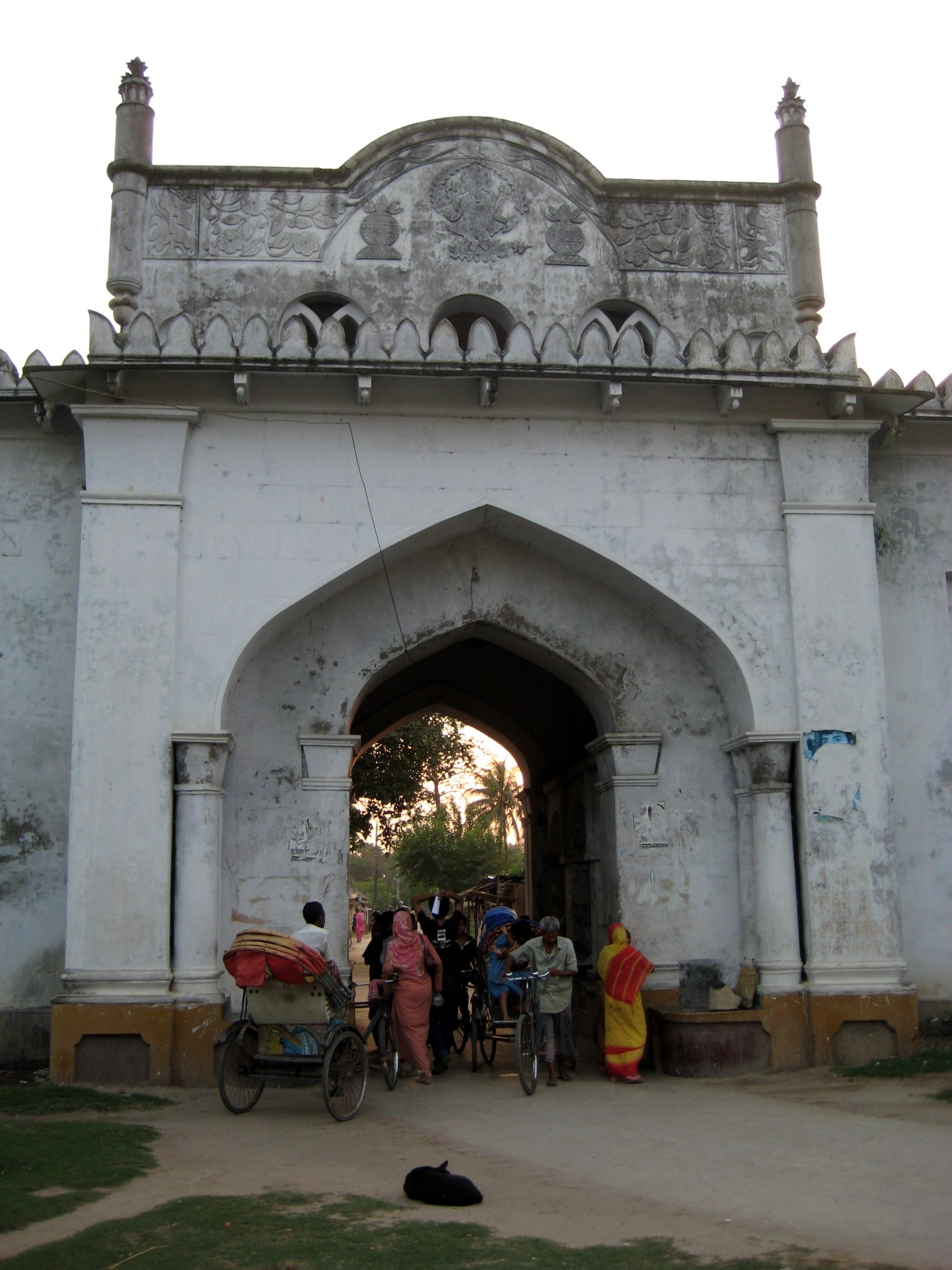
Ворота Раджбати в Динаджуре

В 2022 году индийский ученый Налини Канта Бхаттасали предполагал в труде "Монеты и хронология ранних независимых султанов Бенгалии, что Дануджамарданадева, который выпустил серебряные монеты в сакской эпохи 1339—1340 (1416—1418 годы) из Suvarnagrama, Pandunagara и Chatigrama по санскритской легенде, на самом деле Раджа Ганеша. Он также предположил, что титул Махендрадева был присвоен сыном Раджи Ганеши после его возвращения в индуизм и до его второго обращения в ислам. Другой индийский Историк Джадунатх Саркар отвергает эту точку зрения, говоря, что мусульманские рассказы были предвзятыми. Он выступает за отождествление Раджи Ганеши с Дануджамарданадевой, считая, что после смерти Раджи Ганеши индуистская партия при дворе посадила на престол его второго сына на трон под титулом Махендрадева, который вскоре был свергнут его старшим братом Джалал-ад-Дином . Но пакистанский историк Ахмад Хасан Дани считал Дануджамарданадеву и Махендрадеву местными вождями в Восточной и Южной Бенгалии, которые добились независимости во время беспорядков, вызванных захватом власти Раджой Ганешей и вторжениями Ибрагим-шаха Шарки. Он, основываясь на свидетельствах более поздних устных и литературных источников, идентифицировал Дануджамарданадеву и Махендрадеву как потомков царей династии Дева из Чандрадвипы (современный район Барисал). Другой современный ученый, Ричард Итон, поддержал его точку зрения и отождествил монетный двор города Пандунагара с Чхота Пандуа в современном районе Хугли. Но традиция вашнуизма Бенгалии также считает, что Раджа Ганеша взял себе этот титул при вступлении на трон.

## Динаджпур Радж
Согласно традиции, Динаджпур получил свое название от имени Раджи Динаджа или Динараджа, который основал Динаджпур Радж (поместье Динаджпур). Но согласно другой традиции, Раджа Ганеша был настоящим основателем этого поместья. В конце XVII века Шриманта Дутта Чаудхури из семьи Андул Дутта Чаудхури стал заминдаром Динаджпура. После него сын его сестры Сухдев Гхош унаследовал его имущество, так как сын Шриманты преждевременно умер. Сын Сухдева Праннатх Рай начал строительство храма Кантанагар Нава-Ратна, ныне известного как Храм Кантанагар. Основные блоки и окружающие их рвы Раджбари (дворца) были, скорее всего, построены Пран Натом и его приемным сыном Рамом Натой в XVIII веке. Двухэтажный главный дворец был серьезно поврежден землетрясением в 1897 году и позднее перестроен Гириджанатом Раем.